# Nero Wolfe escogita uno stratagemma
Nero Wolfe escogita uno stratagemma (titolo originale Home to Roost) è la diciassettesima novella gialla di Rex Stout con Nero Wolfe protagonista.

## Storia editoriale
Il racconto fu pubblicato per la prima volta con il titolo di Nero Wolfe and the Communist Killer nel numero di gennaio 1952 sulla rivista The American Magazine e in formato libro nella raccolta Triple Jeopardy nel 1952.

## Trama
Un uomo è avvelenato poco dopo aver confessato alla zia che sotto mentite spoglie spiava il Partito Comunista in qualità di agente dell'FBI. Wolfe indaga su cinque persone che hanno cenato con la vittima e che potrebbero avere sostituito una delle sue pillole di vitamine con una contenente il veleno. I dirigenti dell'FBI non approvano l'intromissione di Wolfe e cercano di convincerlo ad abbandonare le indagini. L'investigatore, trovandosi con un campo d'azione fortemente limitato, tenta un audace stratagemma per costringere l'assassino a venire allo scoperto.

### Personaggi principali
- Nero Wolfe: investigatore privato
- Archie Goodwin: assistente di Nero Wolfe e narratore di tutte le storie
- Fritz Brenner: cuoco e maggiordomo
- Saul Panzer, Fred Durkin e Orrie Cather: investigatori privati
- Wengert: agente dell'FBI
- Benjamin Rackell: della Rackell Importing Company
- Pauline Rackell: moglie di Benjamin
- Arthur Rackell: nipote dei Rackell
- Ormond Leddegard, Fifi Goheen, Della Devlin, Henry Jameson Heath, Carol Berk: amici di Arthur, indiziati di omicidio
- Cramer: ispettore della Squadra Omicidi
- Purley Stebbins: sergente della Squadra Omicidi

## Critica
"Wolfe non fa molti sforzi per dedurre chi possa avere messo una capsula avvelenata di vitamine nella scatoletta delle pillole del giovane. Invece, escogita uno stratagemma per smascherare l'omicida. La trama è debole. I personaggi tipicamente vagamente sospetti sono, per la maggior parte, poco interessanti. L'omicida ha agito in maniera illogica nel progettare il delitto e solo per un mero caso ha evitato di essere sospettato fin dall'inizio. Solo Fifi Goheen, una ex debuttante dell'alta società, aggiunge qualche scintilla a una storia monotona. Ciò che salva la storia da un giudizio ancora inferiore è il fatto che gli indizi siano leali."

## Edizioni
- Rex Stout, La pistola scomparsa, traduzione di Hilia Brinis, collana I Classici del Giallo Mondadori (n. 851), Arnoldo Mondadori Editore, 1999,  p. 220, ISSN 0009-8426.